# Aucula trita
Aucula trita är en fjärilsart som beskrevs av Druce 1910. Aucula trita ingår i släktet Aucula och familjen nattflyn. Inga underarter finns listade i Catalogue of Life.